# NHK BS8K
NHK BS8K은 NHK의 위성방송국 중 하나이며, 세계 최초의 UHD 8K 방송 채널이기도 하다.

## 역사
- 2018년 12월 1일 오전 10시에 기점을 시작하여, NHK BS8K 본방송 개시하였다.

## 방송 시간
- 정규 방송 : 오전 10시부터 오후 11시까지
- 정파 방송 : 오후 11시부터 익일 오전 10시까지

## 같이 보기
- 초고선명 텔레비전
- BS아사히 8K
- BS-TBS 8K
- BS후지 8K
- BS TV 도쿄 8K
- WOWOW 8K
- 일본방송협회
- NHK BS
- NHK BS 프리미엄 4K
- NHK BS 프리미엄